# Wakefield & District FA Saturday League
Wakefield & District FA Saturday League är en engelsk fotbollsliga baserad i Yorkshire. Den har tre divisioner och toppdivisionen Premier Division ligger på nivå 14 i det engelska ligasystemet.
Ligan är en matarliga till West Riding County Amateur Football League och West Yorkshire Association Football League.

## Mästare
| Säsong  | Premier Division        | Division One               | Division Two        | Division Three        |
| ------- | ----------------------- | -------------------------- | ------------------- | --------------------- |
| 2004/05 | Horbury Town            | Mitres Well FC             | AFC Thornhill       | Sandal Athletic Res   |
| 2005/06 | Airedale Celtic FC      | White Bear Kexborough      | Ryecroft Sports FC  | Stanley United        |
| 2006/07 | Airedale Celtic FC      | Thornhill FC               | Stanley Arms FC     | Cliffe Tree FC        |
| 2007/08 | Horbury Cherry Tree FC  | Stanley Arms FC            | Alverthorpe WMC Sat | Ossett Two Brewers FC |
| 2008/09 | Horbury Cherry Tree FC  | Gate FC                    | Royston FC          | Garforth Rangers AFC  |
| 2009/10 | Thornhill               | Rose of York               | Garforth Rangers    | Hopetown              |
| 2010/11 | Dodworth Miners Welfare | Garforth Working Mens Club | Fieldhead Hospital  | White Hart            |

Källa: FA Full-Time